# Statue équestre de Cecil Rhodes
La statue équestre de Cecil Rhodes située à Kimberley, province du Cap-Nord en Afrique du Sud, rend hommage à Cecil Rhodes, magnat des mines, fondateur de la De Beers, fondateur de la Rhodésie et premier ministre de la colonie du Cap. Œuvre réalisée par Hamo Thornycroft, cette statue équestre en bronze de 72 tonnes fut financée par souscription publique par les habitants de Kimberley pour remercier Rhodes de son soutien durant le siège de leur ville par les Boers durant la seconde guerre des Boers. Elle fut érigée en 1907.

## Localisation
La statue est située à Kimberley, sur un terre plein à l'intersection de Du Toitspan Road, Regiment Way et de d'Arcy Street. 

## Descriptif

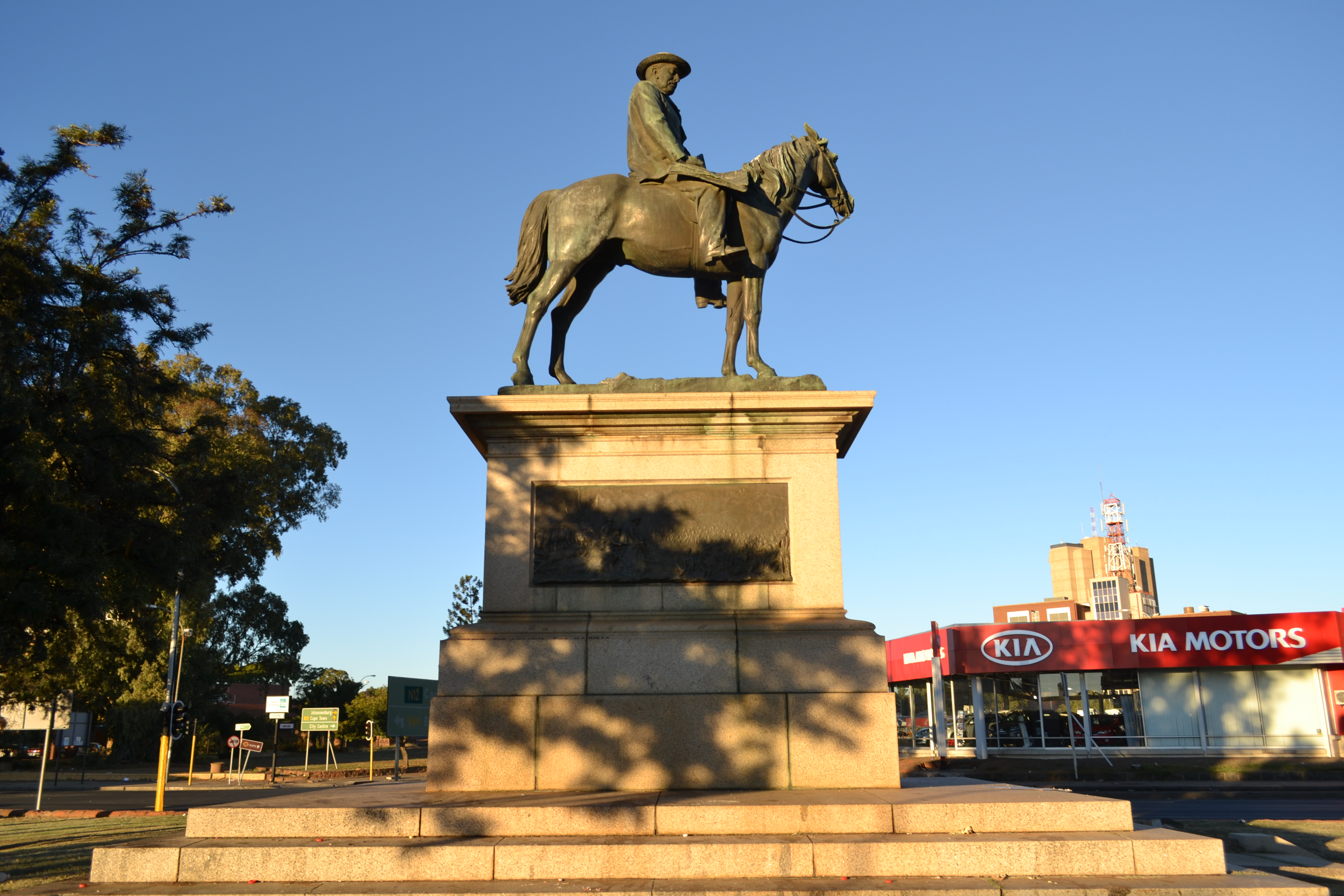
Ensemble du monument

Juchée sur un haut piédestal en granit d’Écosse, la statue représente Cecil Rhodes sur son cheval tenant dans ses mains une carte de l'Afrique. Orientée vers le nord, la statue symbolise la vision impérialiste de Rhodes consistant à étendre l'Empire britannique sur toute l'Afrique intérieure. Rhodes est présenté revêtu des vêtements qu'il portait durant sa réunion (indaba) avec les chefs Matabele dans les monts Matopos en 1896. 
La statue est accompagnée de 3 bas-reliefs en bronze illustrant 3 périodes de la carrière de Cecil Rhodes : 
• Rhodes recevant son doctorat honoraire en droit à Oxford en 1899,
• Rhodes, premier ministre du Cap, s'adressant au parlement,
• Rhodes en conférence avec les chefs Matabeles dans les Matopos.

## Historique

### Le lien de Rhodes avec Kimberley

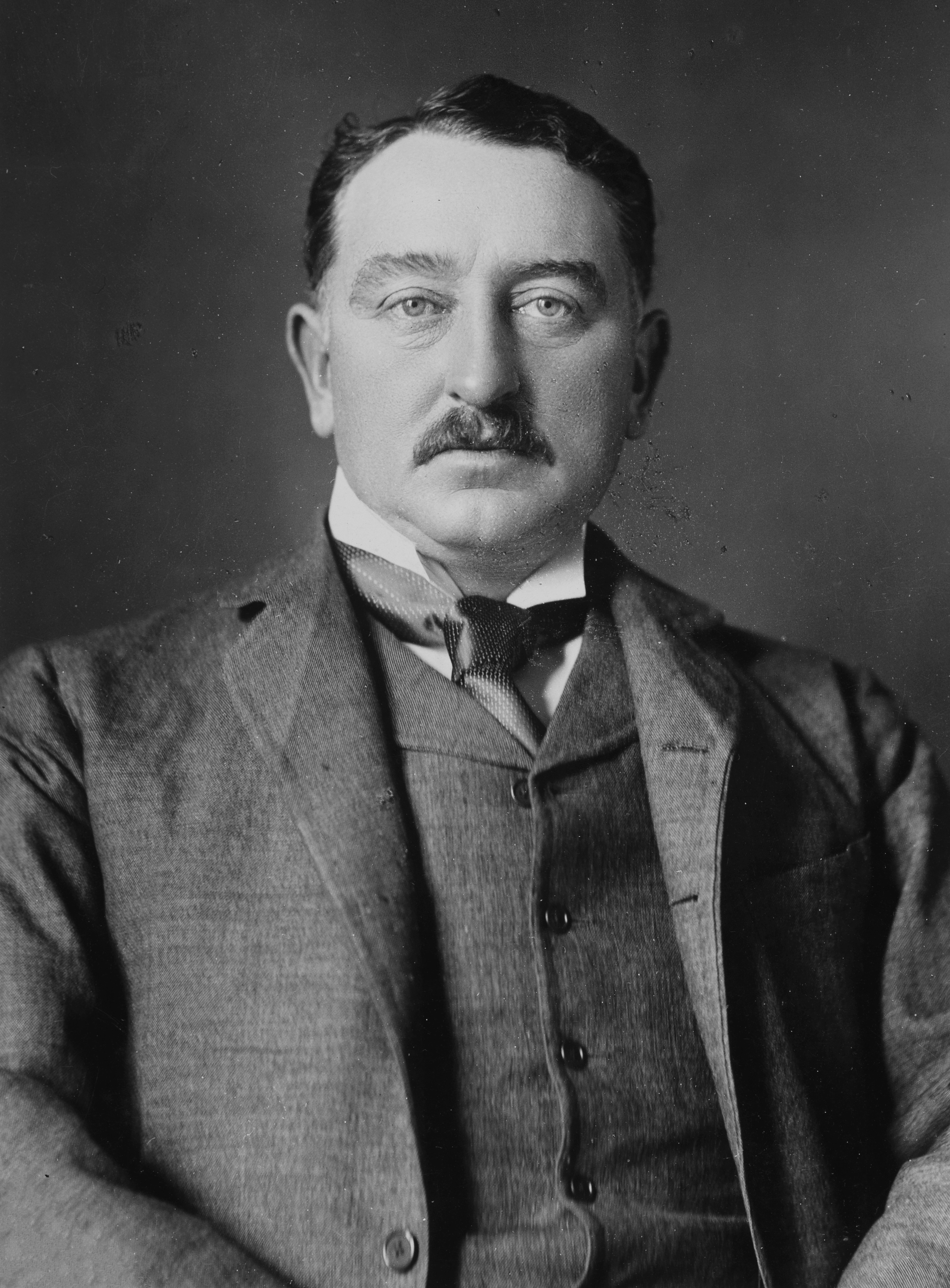
Cecil Rhodes.

D'origine britannique, Cecil Rhodes a fait fortune sur les champs diamantifères de Kimberley où, après avoir vendu du matériel et des denrées alimentaires aux mineurs, il avait entrepris de racheter les différentes concessions minières, de les rassembler en une concession unique et, in fine, de construire un monopole contrôlant la production de diamant. 
À partir de 1885, la très grande majorité des mines de diamants de la région de Kimberley lui appartenaient et étaient rassemblées en 1888 dans l'entreprise De Beers Consolidated Mines qui contrôlait alors 90 % de la production mondiale de diamants. 
Partisan de l'expansion de l'Empire britannique, et initiateur à cette fin de la création d'une liaison ferroviaire allant du Caire au nord au Cap, Rhodes fonda la British South Africa Company (BSAC), une compagnie à charte pour revendiquer et coloniser au nom de la couronne britannique les territoires situés au nord du fleuve Limpopo (concession Rudd).
Le 6 mai 1890, au nom de l’Empire britannique, pour Cecil Rhodes et pour la Reine Victoria, une colonne de pionniers, financée par Rhodes, menée par le major Frank Johnson et l'explorateur Frederick Courtney Selous, quittait Kimberley, en direction du Matabeleland où allait être fondée la Rhodésie (actuel Zimbabwe).
Durant la seconde guerre des Boers (1899-1902), Rhodes était retranché à Kimberley durant le siège de la ville où il organisa la résistance face aux Boers.

### Rhodes et les Matabélés

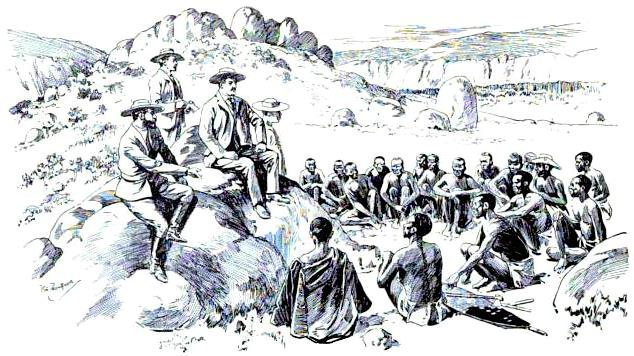
Les négociations d'armistice entre Rhodes et les chefs Ndébélés le 21 août 1896 dans les collines de Matopos.

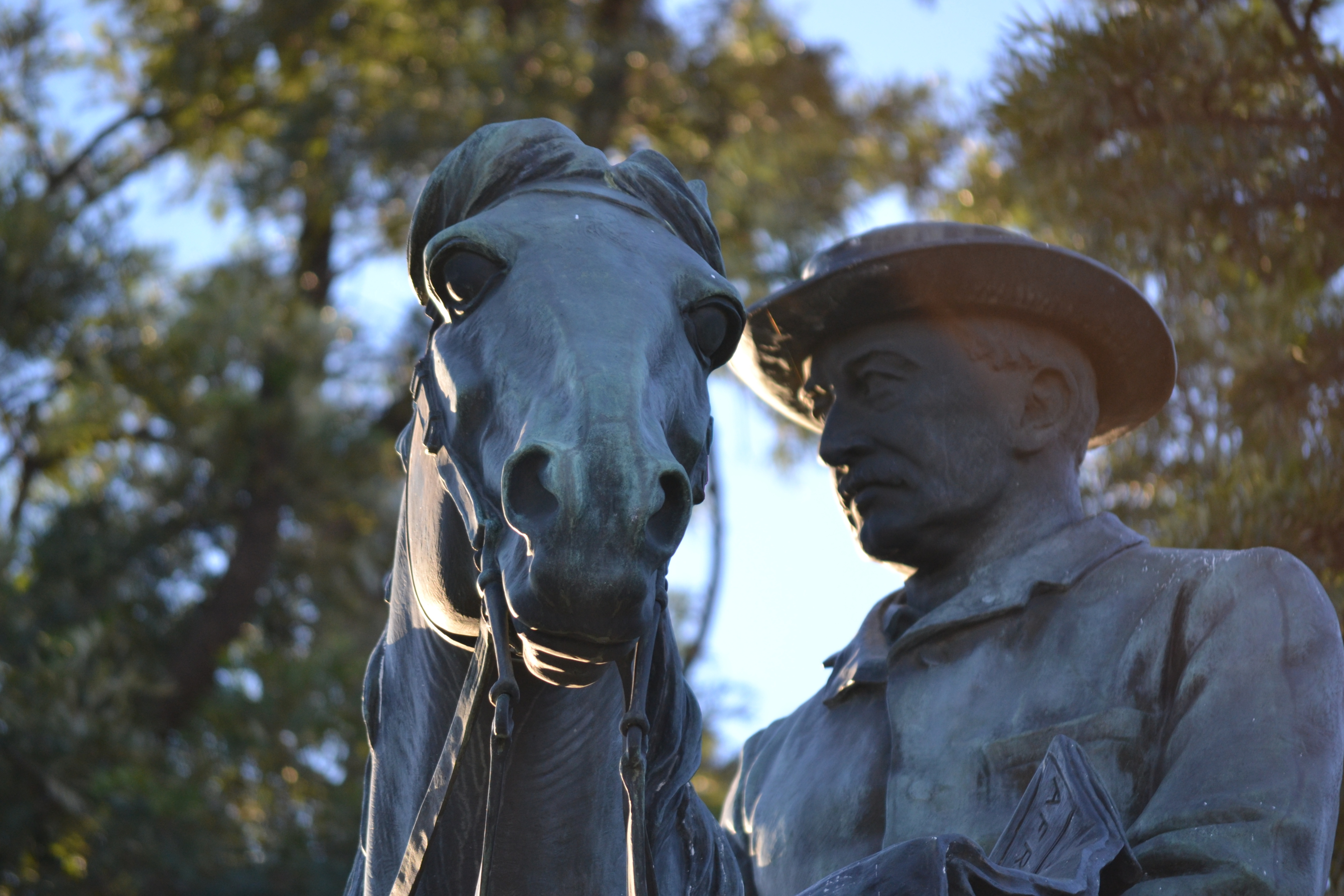
Statue de Rhodes

Au début des années 1890, l'installation des pionniers dans les territoires de la Zambézie du Sud ne se passe pas sans mal. La coexistence avec les Matabélés du roi Lobengula est difficile. En 1893, une guerre éclate, la première guerre ndébélé, mais très vite, grâce à leur puissance de feu, les troupes de la BSAC l'emportent sur les Matabélés (bataille de la Shangani le 25 octobre 1893).
En janvier 1896, constatant la faiblesse de l’armée de la BSAC après l’échec du raid Jameson sur le Transvaal, les Matabélés se rebellent pour protester contre les conditions de vie imposées par les Britanniques (seconde guerre ndébélé). Les districts isolés du Matabeleland sont évacués par les colons retranchés dans les enceintes de Bulawayo, Gwelo, Belingwe et Tuli.  Assiégés dans leurs villes, les rhodésiens plaident alors auprès de Cecil Rhodes pour qu'il mette en œuvre une politique d’extermination des autochtones. Il refuse mais sous la pression du gouvernement de Londres, il vient en personne et seul au milieu des monts Matobo afin de négocier un armistice avec les chefs ndébélés le 21 août 1896. 
Deux mois plus tard, la paix est signée : les Matabélés récupèrent une partie de leurs terres et un certain degré d’autonomie sur leurs affaires intérieures. 
Tenant en estime les Matabélés, Cecil Rhodes se déclare prêt à pratiquer une politique humaniste et libérale de coopération loyale. 
Cecil Rhodes a été enterré le 10 avril 1902 sur les Monts Matopo, après la lecture d'un poème spécialement écrit en son honneur par Rudyard Kipling et salué par des centaines de guerriers Ndébélés qu'il avait combattus quelques années auparavant.

### Une statue équestre financée par une souscription publique
La décision d'ériger un mémorial à Cecil Rhodes à Kimberley fut prise en 1902 par la municipalité à la demande de la population qui finança le monument réalisé par le sculpteur britannique William Hamo Thornycroft. Un lieu fut rapidement proposé sur un terrain appartenant à Alfred Beit qui en fit alors don à la municipalité. 
Le mémorial équestre à Rhodes, dédié officiellement aux habitants de Kimberley, fut érigé et inauguré le 4 décembre 1907 par Sir Walter Francis Hely-Hutchinson, le gouverneur de la colonie du Cap.

### Époque contemporaine

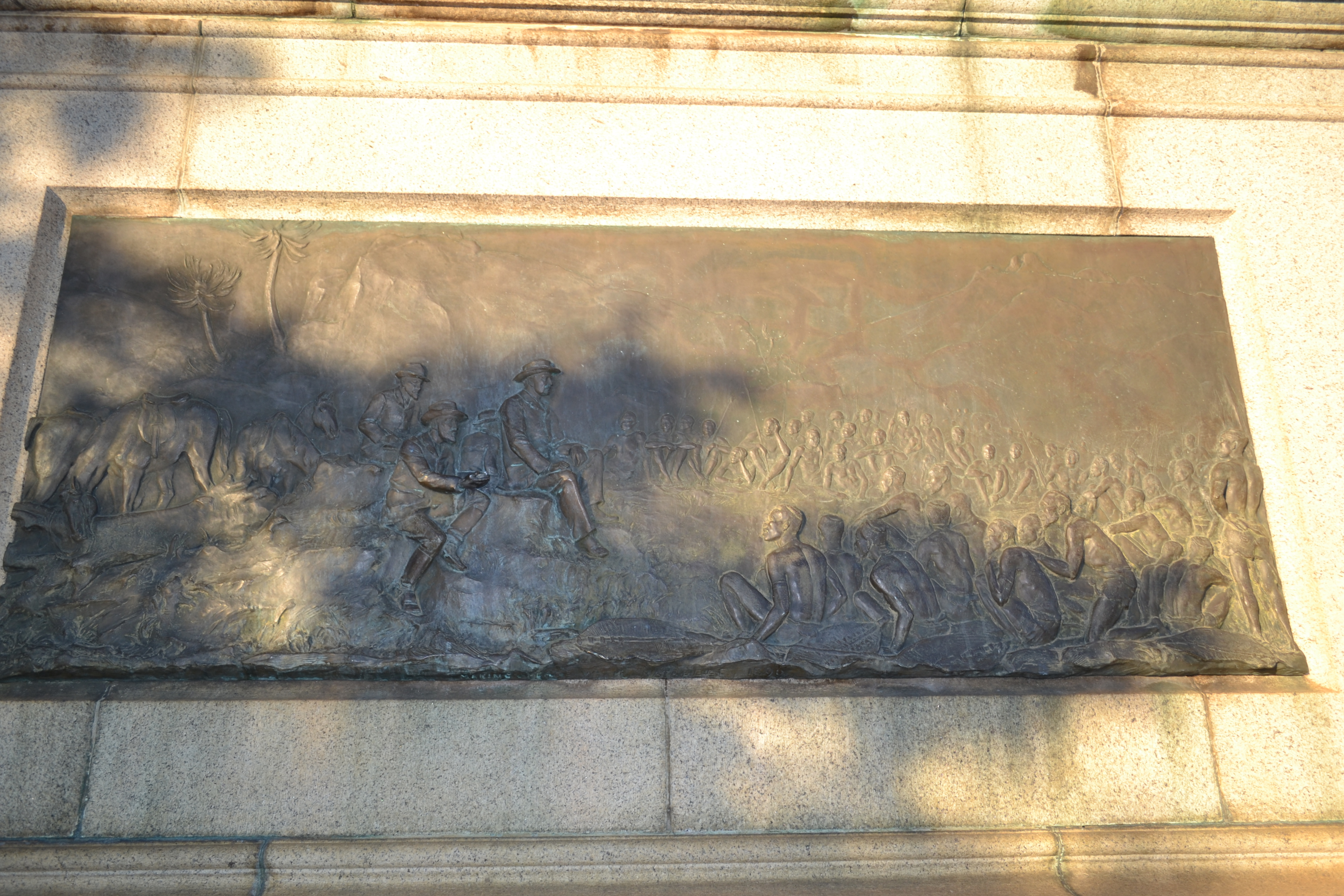
Bas relief en bronze représentant l'indaba

A l'instar des nombreux monuments sud-africains représentatifs de l'histoire des Blancs d'Afrique du Sud, et bien que celui-ci n'ait pas été victime de vandalisme au contraire des autres représentations de Cecil Rhodes au Cap (Rhodes must fall), le maintien de ce monument sur son site actuel est remis en question par les mouvements panafricanistes, tels que celui de Julius Malema, au motif que Rhodes aurait été un symbole de la domination blanche sur l'Afrique du Sud.

## Autre statue de Cecil Rhodes à Kimberley
Une autre statue de Cecil Rhodes, représenté debout en costume 3 pièces tenant son chapeau dans une main et une carte dans l'autre main, se trouve à Kimberley. Sculptée par John Tweed et érigée en 1932 à Mafeking, elle a été transférée à Kimberley en 2010 où elle a été placée dans le jardin à l'entrée du Kimberley Club,.

## Autres articles
- Rhodes Memorial
- Statue de Cecil Rhodes (Le Cap)